# Coleostephus
Coleostephus es un género de plantas con flores perteneciente a la familia Asteraceae. Tiene tres especies

## Taxonomía
El género fue descrito por Alexandre Henri Gabriel de Cassini y publicado en Dictionnaire des Sciences Naturelles [Second edition] 41: 43. 1826.

## Especies aceptadas
A continuación se brinda un listado de las especies del género Coleostephus aceptadas hasta noviembre de 2013, ordenadas alfabéticamente. Para cada una se indica el nombre binomial seguido del autor, abreviado según las convenciones y usos.
- Coleostephus multicaulis (Desf.) Durieu
- Coleostephus myconis (L.) Cass.
- Coleostephus paludosus (Durieu) Alavi